# Entrudo
Entrudo (do latim intoitum; historicamente designado entroydo e ontroydo (século XIII), entruido (século XIV) e emtrudo (século XV)), é atualmente um feriado opcional em Portugal, e à semelhança do Carnaval, era um antigo folguedo Galaico-Português realizado nos três dias que antecedem a entrada da Quaresma, na qual os foliões arremessavam baldes de água, limões de cheiro, ovos, tangerinas, pastelões, luvas cheias de areia, golpeavam-se com vassouras e colheres de pau e se sujavam com farinha, gesso, etc. No Reino de Portugal, existiu até 1817, enquanto no Império do Brasil foi reprimido desde 1854, quando deu lugar ao moderno Carnaval.